# Parvinatator
Parvinatator wapitiensis
Genre
Espèce
Parvinatator est un genre éteint d’ichthyosaures qui a vécu au Trias inférieur (environ -248 millions d’années). Ses restes fossiles ont été mis au jour en Colombie-Britannique, au Canada. Une seule espèce est connue, Parvinatator wapitiensis.